# ファンタビジョン
『ファンタビジョン』（FANTAVISION）は2000年3月9日にソニー・コンピュータエンタテインメント（SCE）より発売されたPlayStation 2（PS2）用の打ち上げ花火をテーマとしたパズルゲーム。
2002年7月4日には2人対戦プレイモードを追加した廉価版『ふたりのファンタビジョン』が発売され、携帯電話アプリとしても移植されている。
PlayStation VR2のローンチ日である2023年2月22日に、PlayStation 5用（PlayStation VR2対応）として 『ファンタビジョン202X』が、コスモマキアーより発売された。

## 概要
PS2の発売から5日後に発売。ローンチタイトル（ハード同時発売ソフト）ではないが、PS2のローンチタイトルはすべてサードパーティーよりの発売なので、SCE発売のPS2用ソフトとしては最初となる。新ハードの発売初日にハードメーカーよりソフトが1本も発売されないのは非常に珍しい。欧米版ではいくつかの美しい花火と対戦モードが追加されている。後に、欧米版に通常シーンでの対戦モードを追加し、『ふたりのファンタビジョン』として国内販売された。
本作では打ち上げ花火の光の粒の一つ一つが独立したポリゴンとして3D表示されており、当時の新ハードであるPS2の性能を活かした美麗なグラフィックとして話題となった。
また、グラフィックだけではなく初期のソフトウエアとしては野心的で、CDから音楽をストリームで常に流したままデータを読み込み、ゲーム中は常に音楽のストリームと合わせて背景モデルを読み続けており、これも当時の次世代機ならではの技術であったのだが、最初のCD版では読み込み音がうるさいなど評判がよくなかった。
20年ぶりにリニューアルされた『ファンタビジョン202X』は、原作者である兼高克志がディレクターとして開発に関わった作品である。

## 基本ルール
1. 地上より打ち上げられる花火をマーカーを動かして「キャッチ」する[4]。
2. 同じ色の花火を3つ以上そろえ捕まえた花火を「フラッシュ（爆発）」させる[4]。

また、花火がフラッシュしている間に次の花火をキャッチして、途切れなく連鎖してフラッシュすると「チェイン」となり高得点。

## その他

### イベントでの使用
2000年7月に21世紀夢の技術展（ゆめテク）と同時開催された東京国際展示場（東京ビッグサイト）周辺における屋外イベント「Move2000」では、日没後のイースト・プロムナードにおいて映像と音のアトラクション「ドリーム・ナイト2000」が行われていたが、その中で当ゲームの映像が一部使用されている。

### 裏話
小説『長い腕』（角川文庫）主人公が勤めるゲーム会社の制作現場のシーンで、『ファンタビジョン』がモデルとなっていると思われるタイトルの制作風景が描写されている。筆者でありゲーム制作に携わった川崎草志の実体験に基づく描写であり、裏話のようなことまで克明に書き込まれている。もちろんあくまでフィクションなので全くの創作であったり2つ以上の制作エピソードを混濁させている点もあるかもしれないが、上記の「音楽データをストリーム化、背景同時読み込み、花火の描写が想像よりはるかに難しい点」などについて細かくエピソード化してある。